# Transgas

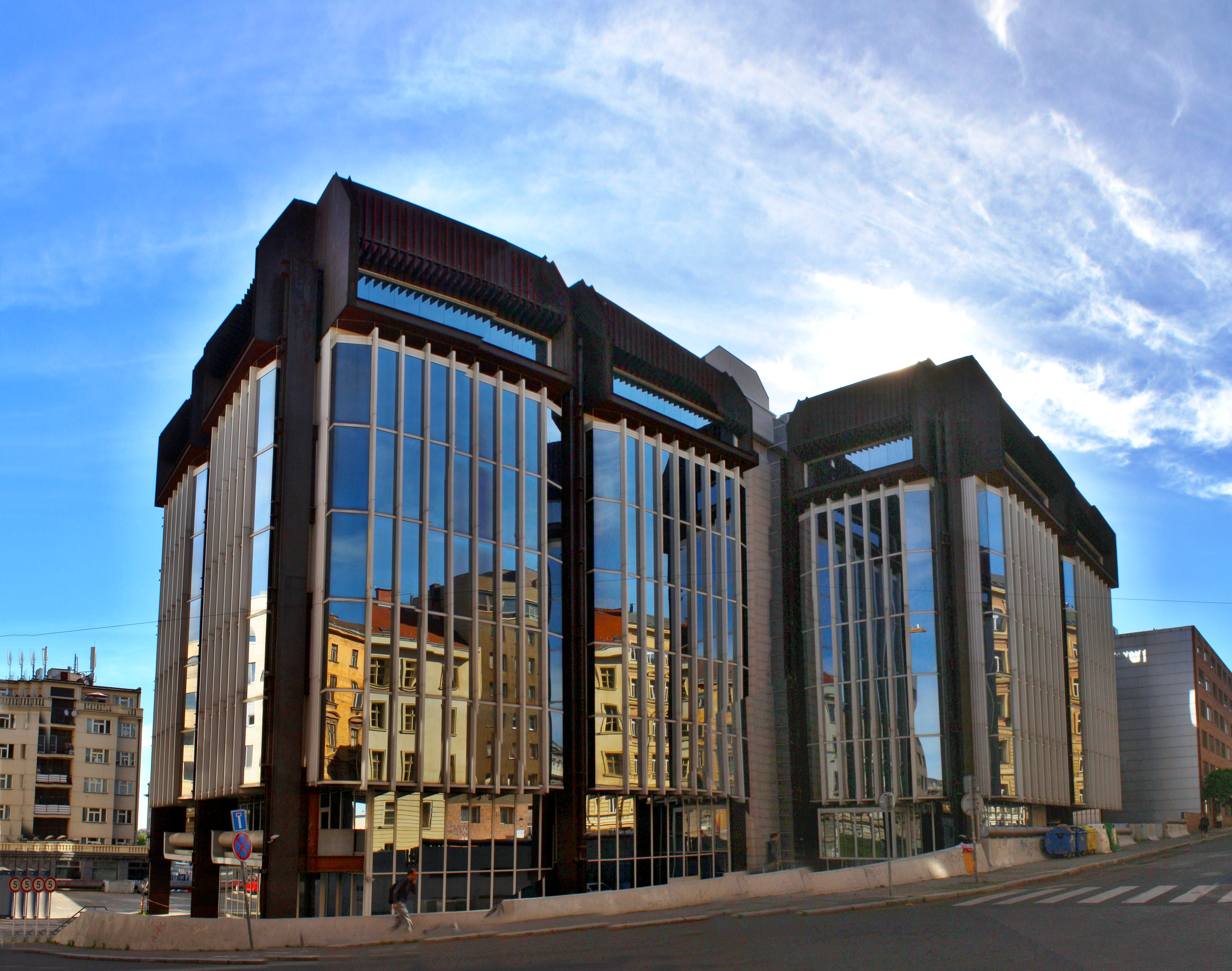

Transgás é um edifício high tech com elementos de arquitetura brutalista localizado no centro de Praga, República Tcheca. Consiste de uma parte cúbica em cor cinza escuro. Sua fachada é coberta por pequenas pedras. Os outros dois edifícios são altos, com longas janelas em construção cinza-metálico. A decoração que o envolve é feita de tubulações de gás decorativas.
O edifício foi comissionado ao governo tchecoslovaco, que em 1970 se comprometeu a construir um gasoduto para entregar gás soviético à Europa Ocidental. Como o gasoduto foi chamato Transgas, o mesmo nome foi dado ao edifício usado a partir de 1978 como centro de controle e expedição. Os arquitetos e designers foram Jiří Eisenreich, Jindřich Malátek, Václav Aulický and Ivo Loos (fonte). O edifício foi construído entre 1972 e 1978 em local onde antes havia residências, previamente demolidas.
Em 2017 a construção foi definida para ser demolida, já que todas as tentativas por diferentes grupos que buscaram torná-lo um monumento cultural falharam. Em janeiro de 2017, historiadores de arte de universidades da República Tcheca descreveram o edifício como um exemplo excepcional da arquitetura brutalista e solicitaram que o Ministro da Cultura Daniel Herman impedisse sua demolição. Eles escreveram, "No contexto da arquitetura Tcheca da segunda metade do Século XX, este é um excepcional edifício que segue criativamente os estilos do tecnicismo ocidental e do brutalismo."
Em Novembro de 2017 o Ministro da Cultura aprovou a demolição para que um novo complexo de edifícios seja construído.

## Galeria

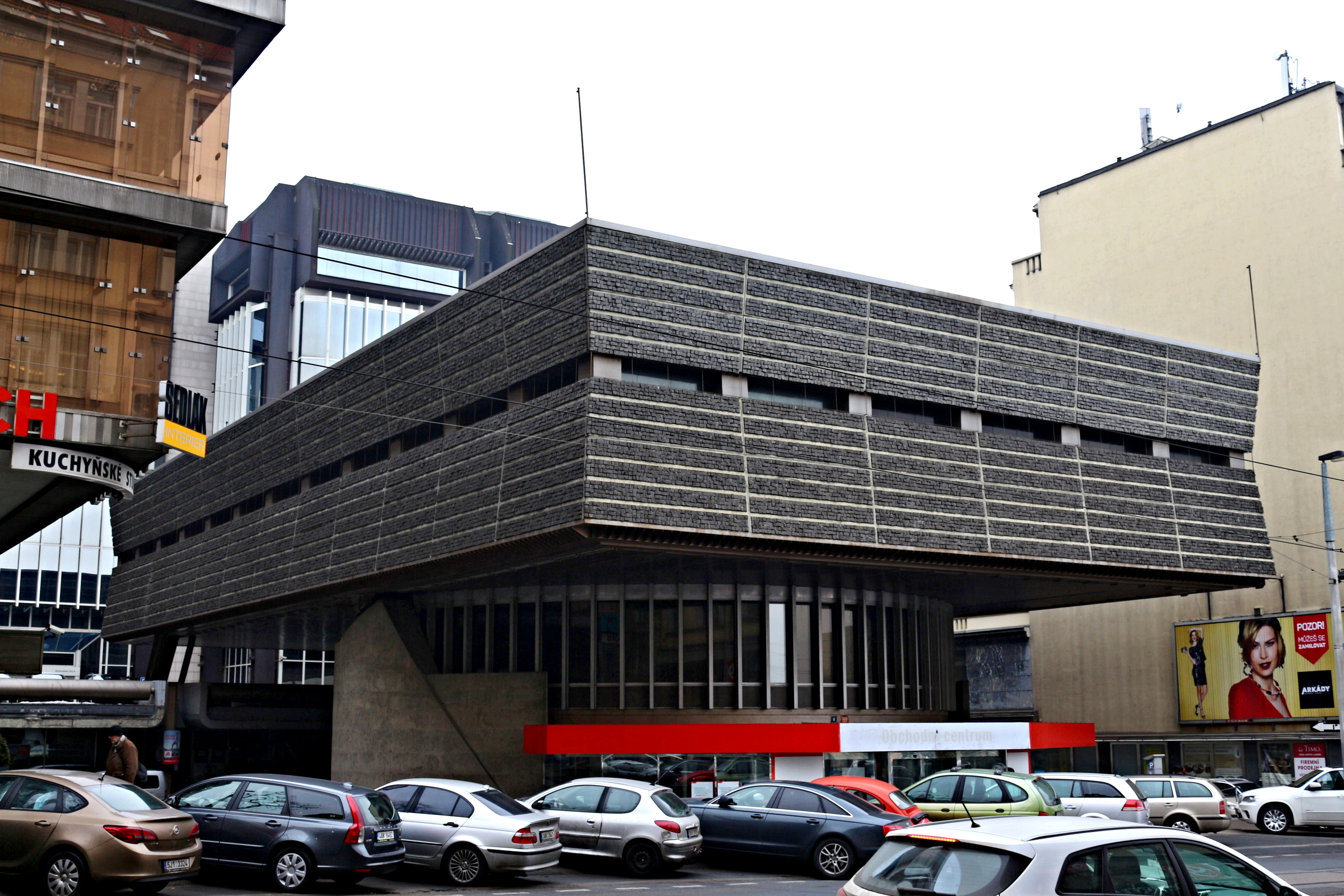
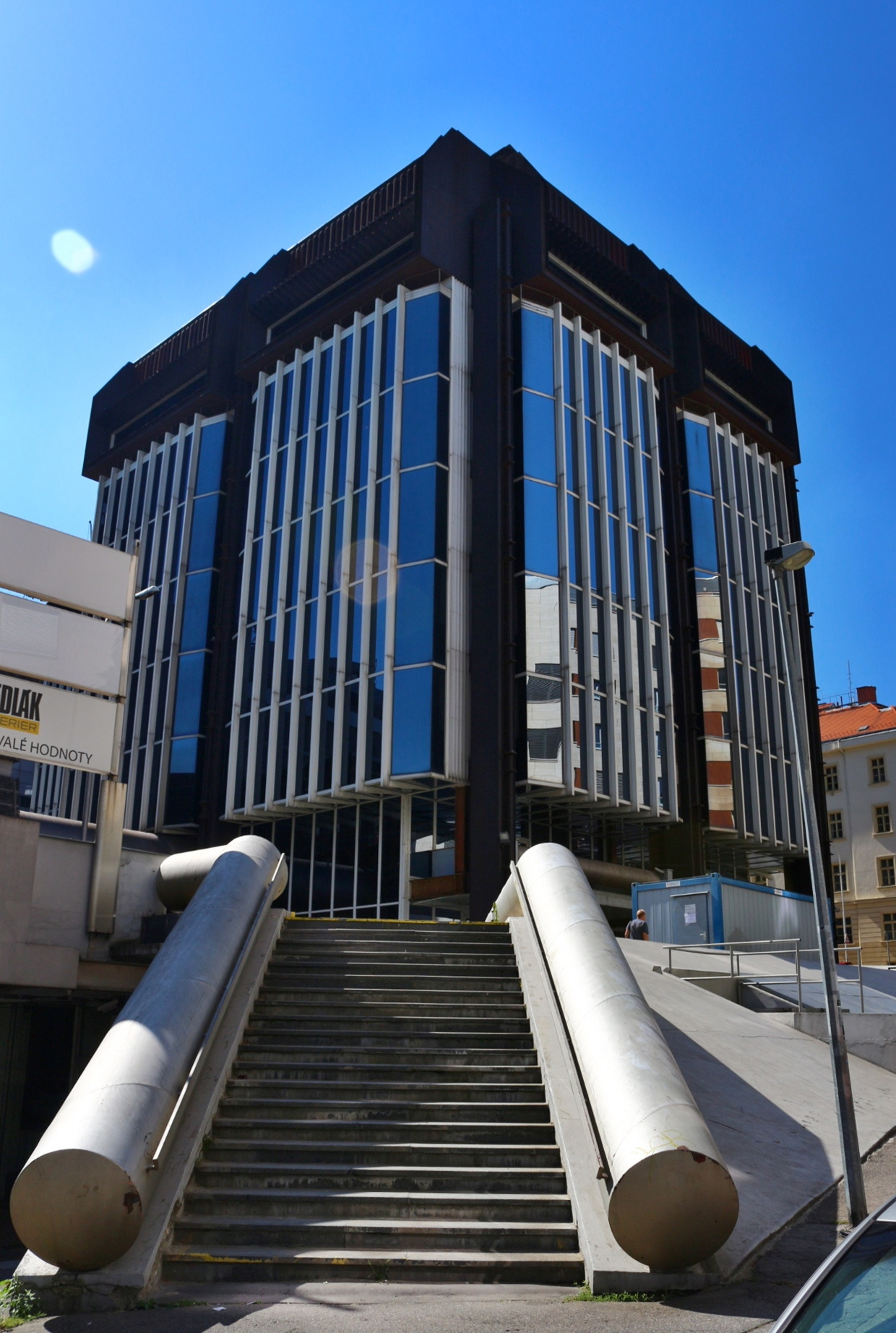
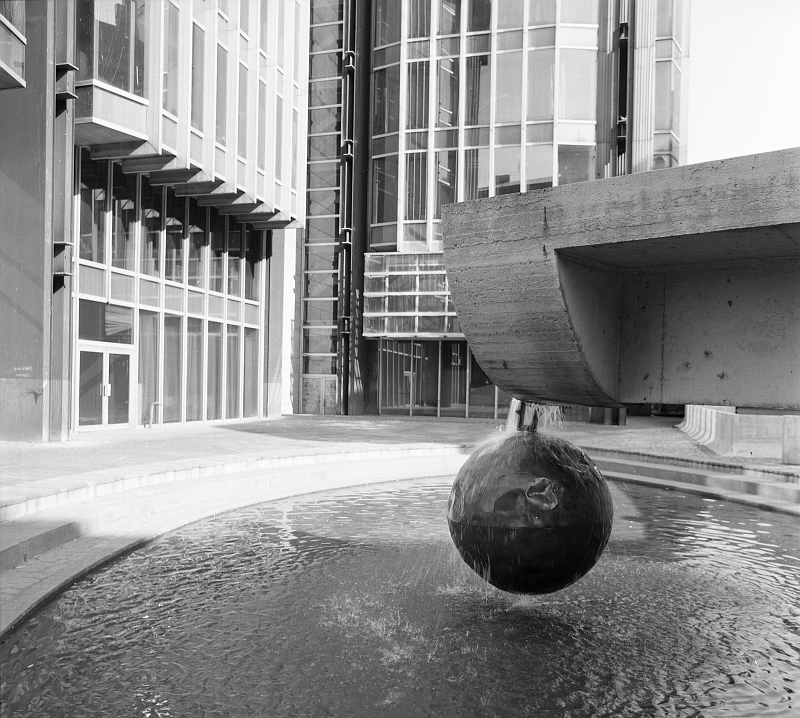